# Capitalismo popular
Capitalismo popular es una expresión utilizada como propuesta política, en distintos ámbitos ideológicos, con la que se propugna rediseñar el sistema económico existente sin cuestionar el capitalismo en sus rasgos definitorios (iniciativa privada, libertad de empresa, propiedad privada de los medios de producción, libre mercado -fijación de los precios por la oferta y la demanda sin intervencionismo-, etc.), fomentando que la propiedad de las empresas se difunda lo más posible en el cuerpo social, de forma que cualquiera (tanto los ciudadanos particulares como los propios trabajadores de las empresas) tenga la oportunidad de adquirir parte de cualquier empresa (incluidas las empresas públicas), por ejemplo mediante la participación en el capital con acciones (caso de las sociedades anónimas), con el fin de evitar la formación de una clase de plutócratas u oligarcas y formando por el contrario una amplia clase media de pequeños o medianos "capitalistas" interesados en la estabilidad social y económica.

## Historia
Aunque se ha propuesto identificarlo con algunas formas económicas anteriores, como el cooperativismo, el capitalismo popular tal como se suele entender desde la segunda mitad del siglo XX creció paralelamente a la expansión de las economías occidentales ("milagro económico" durante los "treinta años gloriosos" de la "edad de oro del capitalismo" en el bloque occidental o capitalista) que adaptaron el liberalismo económico a las condiciones posteriores a la II Guerra Mundial; al tiempo que se establecía el orden liberal internacional. Para comienzos del siglo XXI, en la época de la globalización, la desigualdad social y la desigualdad económica se han incrementado; pero al mismo tiempo se han abierto diferentes posibilidades, como el crowdinvesting o micromecenazgo (financiamento participativo).

## Concepto
Según la Encyclopædia Universalis, se trata de "un sistema de colaboración capital-trabajo relacionado con las experiencias inglesas de capitalismo colectivo y francesas de participación en los beneficios por parte de los trabajadores". El Financial Times resume el concepto en la posibilidad por parte del público de comprar partes de una empresa.
De forma más genérica, se propicia que cualquier persona física pueda comprar acciones de una empresa, accediendo así a la toma de decisiones. La idea se extiende al acceso de cualquier tipo de propiedad, como la inmobiliaria, incentivando a los beneficiarios de vivienda social a acceder a la propiedad de las mismas.

No queremos una España de proletarios, sino de propietarios. Aspiramos a que la vivienda sea del que la vive y que de la "renta limitada" pasemos al ideal de la "venta limitada".
José Luis Arrese, 2 de mayo de 1959.

## Uso político
En Estados Unidos la expresión se popularizó a mediados de la década de 1950 como una descripción del sistema económico vigente por Theodore Repplier del Ad Council; y el presidente Dwight D. Eisenhower encargó a la United States Information Agency su uso como propaganda del éxito de la economía estadounidense durante la Guerra Fría. Los propagandistas describían Estados Unidos como una sociedad sin clases de trabajadores prósperos, por oposición a las sociedades de "esclavos" en los países comunistas. Repplier había llegado a la conclusión que el término "capitalismo" había adquirido una marca negativa ("un olor desagradable"), y que era necesaria una campaña internacional para mejorar la imagen de la denominación del sistema estadounidense como "capitalista".
El capitalismo popular fue defendido durante la primera cohabitación en el gobierno francés (1986-1988) por el Club de l'horloge. También en Francia, Michel de Poncins fundó el Parti capitaliste populaire ("partido capitalista popular") y redactó el manifiesto Tous capitalistes ("todos capitalistas"), con relativo éxito en los medios del Rassemblement national y del tradicionalismo católico. Marine Le Pen propuso medidas obligatorias para las empresas de más de cincuenta trabajadores, que ella califica como capitalisme populaire; aunque precisa que se trataría de participación en los dividendos y no en la gestión.
En algunas ocasiones se calificó de "capitalismo popular" el programa privatizador (también calificado más genéricamente como neoconservador o neoliberal) de Margaret Thatcher (primera ministra en el Reino Unido entre 1979 y 1990). Posteriormente, David Cameron (primer ministro entre 2010 y 2016) oponía el capitalismo popular al turboliberalismo (que es como calificaba al sistema vigente en el Reino Unido).